# Calle Caballeros (Soria)
La Calle Caballeros es una de las calles nobiliarias más importantes de la ciudad de Soria, Castilla y León, España. Calle que conduce al antiguo Castillo de Soria convertido hoy en día en parque. Las fachadas de sus palacios y casas presentan numerosos escudos heráldicos que justifican ampliamente el nombre de la calle. Su trazado comienza en el Palacio de los Marqueses de Alcántara donde se situaba la Puerta de Rabanera y llega hasta la iglesia parroquial de Nuestra Señora del Espino. En su época de gran esplendor la calle contaba con notables edificios, nueve palacios y ocho casas solariegas. Muchos como el Palacio de la Viueña, destruido por ruinoso en la primera mitad del pasado siglo, o el Palacio de los Marqueses de Vadilllo han desaparecido pero se conservan otros. Estos están comprendidos entre los siglos XVI y XX.

## Palacio de los Marqueses de Alcántara

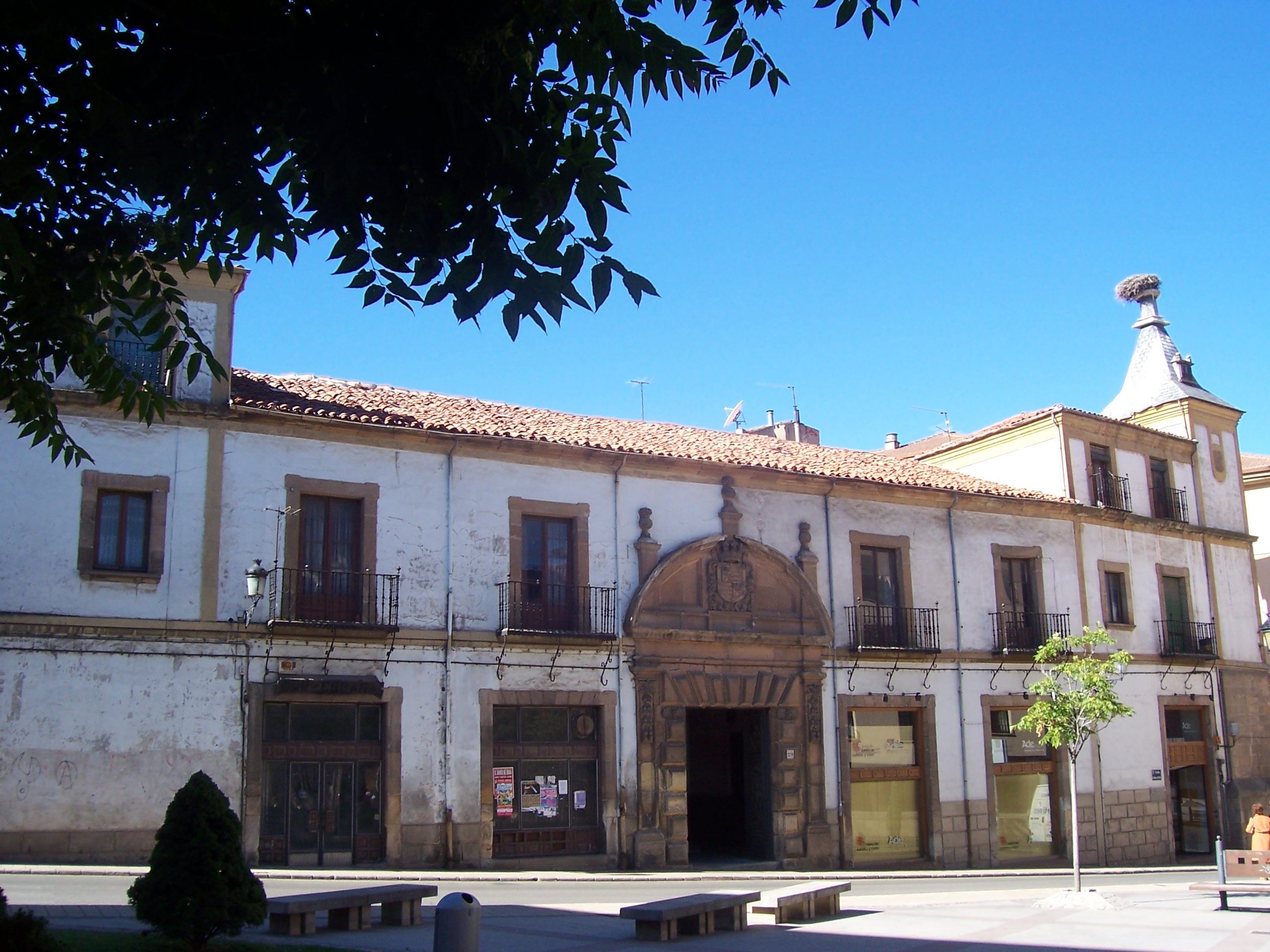
Palacio de los Marqueses de Alcántara

El Palacio de los Marqueses de Alcántara es uno de los grandes palacios que conserva la ciudad de su pasado esplendor, presenta importantes influencias de la arquitectura barroca madrileña del siglo XVII. Situado junto a la Puerta de Rabanera, la última que se conservaba del conjunto amurallado de la ciudad, derribada en el siglo XIX (1887) y perteneció a los Condes de Fuerteventura y Marqueses de Velamazán que recibieron posteriormente el título de Marqueses de Alcántara, una familia soriana ennoblecida en la época floreciente de la Mesta. Se encuentra en la calle Caballeros, esquina con la calle Claustrilla.
Es un buen ejemplar de palacio barroco, con dos pisos y torre esquinada, rematada en chapitel con un gran escudo. La parte baja de esta torre construida en buena piedra de sillería, corresponde a uno de los dos cubos que flanqueaban la Puerta de Rabanera y por lo tanto el único vestigio que se conserva de las puertas de la ciudad. La fachada en su planta baja contiene grandes ventanales que se disponen de forma simétrica y en la planta superior, majestuosos balcones de forja. Presenta una puerta enmarcada por un potente almohadillado, entre pilastras, con un frontón curvo que alberga un gran escudo de los Marqueses de Velamazán en el tímpano. En la villa de Velamazán en la provincia de Soria hay un escudo casi idéntico también del siglo XVII que se encuentra en el palacio que los Marqueses tenían en esa localidad. En un dintel de uno de los balcones se encuentra grabada la fecha de finalización del palacio, año 1704.
En el interior, como es de suponer, esta el patio que aparece muy transformado. De pequeño tamaño y de planta cuadrada, tiene una distribución asimétrica. Se accede a él desde el portalón de la entrada principal y presenta según se entra, a la derecha, dos amplios arcos de medio punto, el más cercano a la puerta cegado y con una pilastra en su interior. En el paño izquierdo, aparece un único arco.
El Palacio es el lugar donde Gustavo Adolfo Bécquer creía ver a la mujer irreal de la leyenda 'El Rayo de Luna'.

## Casa solariega de los Salvadores

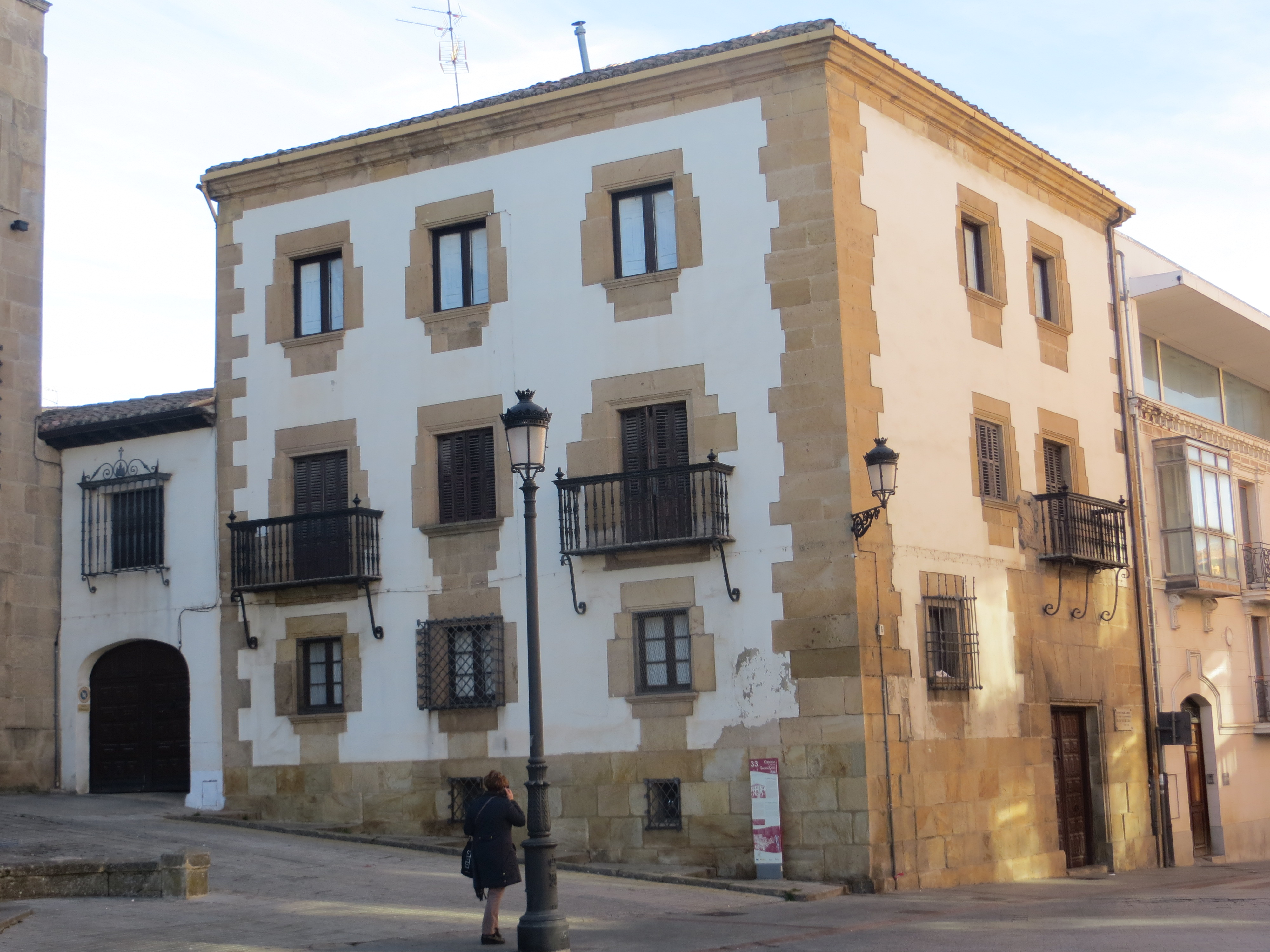
Casa solariega de los Salvadores

Junto a la Diputación se conserva la casa de uno de los Doce Linajes sorianos, los Salvadores. Martín Salvador dio su nombre a este Linaje. En la historia del Cid se dice que vino con este ilustre personaje desde Valencia, trayendo en su compañía a su allegado Antolín Sánchez de Soria "que fijos y parientes llevaba 40 lanzas". El linaje se hallaba dividido en dos y celebraban sus juntas en la parroquia de San Nicolás; la Hondenera en el pórtico y la Somera en la capilla mayor.
Construida en el siglo XVII, tiene planta cuadrada con sus escudos en la fachada. Sus armas son luna de plata en menguante, en medio del escudo, en campo de sangre, y ocho estrechas azules. Los muros son de mampostería con sillares en esquinas y dinteles. En las dos plantas de distribuyen las ventanas con preciosos balcones y rejerías.
La familia del investigador soriano José Tudela de la Orden, amigo de Valle-Inclán, Unamuno o José Ortega y Gasset, ocupa hoy esta gran casa solariega. Fue declarada Bien de Interés Cultural en la categoría de monumento en 1974.

## Palacio de Hacienda

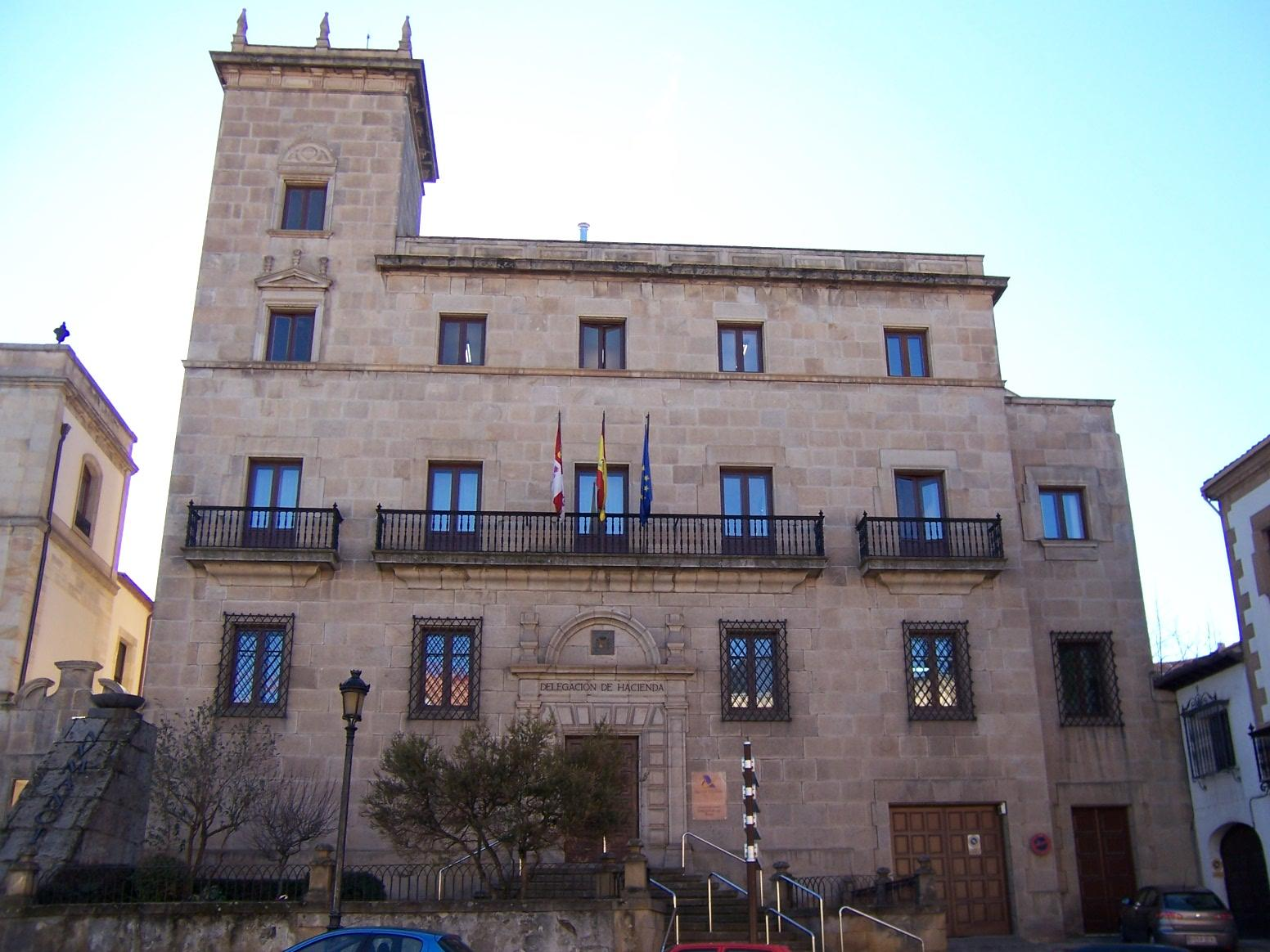
Delegacón de Hacienda

Se construyó este edificio siguiendo líneas historicistas en la primera mitad del siglo XX. Está formado por tres pisos y torre esquinada rematada con bolas al estilo herreriano, cuyas ventanas tienen frontones rectos y curvos. Construido con piedra sillería de granito, tiene balcones en el segundo piso con vanos adintelados. La puerta de entrada sigue la tipología de la del Palacio de los Marqueses de Alcántara enmarcada con un almohadillado entre pilastras y frontón curvo que alberga un pequeño escudo de España en bronce.
El interior está decorado con mármoles y tiene un patio con columnas de arcos rebajados. Entre este palacio y el de la Diputación Provincial, hay un pequeño arco que da paso a la Calle Morales del Espino, es muy sencillo y se construyó en la época del Palacio de Hacienda.
En 1950 la Delegación de Hacienda se trasladó desde el piso superior del Palacio de Condes de Gómara hasta su actual ubicación. Anteriormente se situó en un palacio del siglo XVI que estaba situado en las cercanías de la Plaza Mayor y que fue demolido a principios del siglo XX para dar paso al actual Colegio Sagrado Corazón.

## Palacio de la Diputación Provincial
La primera Diputación Provincial de Soria nació a partir de las Cortes de Cádiz de 1810, y posterior Constitución de 1812, en uno de los peores momentos para la ciudad, tras la ocupación francesa, la guerra de independencia y el saqueo y destrucción de ésta. Desaparecería durante la etapa absolutista.
Hacia 1863, la Diputación de Soria adquiere un inmueble perteneciente a la Señora del Val en la Calle Caballeros, para fijar su sede. La fachada, reformada tras su adquisición, tenía dos pisos y estaba coronada por un frontón y el escudo de la Diputación Provincial. El edificio ha sufrido varias reformas durante el siglo XX, la más importante en 1959, en la que se añadió un nuevo cuerpo a la fachada principal. En la actualidad, el Palacio de la Diputación está custodiado por una colección de bronces realizada por Federico Coullaut-Valera de destacados personajes históricos relacionados con la provincia realizados en 1971. Las esculturas pertenecen, de izquierda a derecha a:
- Francisco López de Gómara (1512 - 1572), nació y murió en Gómara (Soria). Fue profesor de letras clásicas en Alcalá de Henares. Fue secretario y capellán de Hernán Cortés. Su obra más relevante es 'La Historia de las Indias y la Conquista de México (1552)'.
- El Juglar del Cid hace mención al anónimo juglar autor del Cantar de mio Cid.
- Santa Cristina de Osma, patrona de Osma, mártir romana del siglo III cuyo cuerpo descansa en el Altar Mayor de la Iglesia de Santa Cristina.
- Alfonso VIII (1158 -1214), Rey de Castilla, hijo de Sancho III y doña Blanca de Navarra. Sancho III muere con su hijo Alfonso tiene tres años, quedando Gutiérrez Fernández de Castro como tutor y Manrique de Lara como Regente.
- San Pedro de Osma (1040 - 1109). En el Concilio de Husillos (1088) se marcan los límites geográficos del Obispado de Osma. El 3 de mayo de 1099, el Pontífice Urbano II emplaza al arzobispo de Toledo, don Bernardo, para que en un plazo de tres años nombrase obispo residente para la diócesis de Osma. Pedro de Bourges fue nombrado Obispo de Osma, erigiendo la nueva diócesis en el margen izquierdo del río Ucero, en lugar de la vieja ciudad de Osma.
- Sor María Jesús de Agreda (1602 - 1665), en realidad María Coronel y Arana, nació y falleció en Ágreda (Soria). Escritora mística y religiosa española, declarada Venerable por Clemente X. Sor María Jesús de Agreda tuvo correspondencia con Felipe IV, tras la visita del monarca al monasterio en 1643. Desde ese momento, la relación epistolar entre el monarca y la monja la convirtió en una especie de consejera privada hasta la muerte de ambos, en 1665.
- Diego Laínez (1512 - 1565), nació en Almazán, estudió filosofía en Alcalá de Henares y teología en París, donde conoció a San Ignacio de Loyola. Ordenado sacerdote en Roma en 1537. En 1545 fue enviado como teólogo al Concilio de Trento, participando en las sesiones hasta su conclusión. Fue propuesto para Papa pero no aceptó. A partir de 1556 sucedió a San Ignacio de Loyola como General de la Compañía de Jesús, cargo donde permaneció hasta su muerte en 1565.
- San Martín de Finojosa, perteneciente a la familia Finojosa de Deza, de la Orden Cisterciense desde 1158, fue el primer abad del Monasterio Santa María de Huerta (en la localidad soriana del mismo nombre), Obispo de Sigüenza (1186 - 1192) hasta que renunció en los últimos años de su vida para regresar al Monasterio de Santa María.

## Beaterio de San Luis
Los beaterios, llamados también emparedamientos, solían estar emplazados en casas cercanas a los templos y eran una especie de conventos sin reglas monásticas específicas.
El Beaterio de San Luis se encontraba en la Calle Caballeros y su cometido era educar a las damas nobles. Don José Zapata y Lerma, Marqués de la Vilueña, Regidor perpetuo de las ciudades de Málaga y Soria, fue patrono de este beaterio durante el siglo XVIII. En el año 1800 la Sociedad Económica de Amigos del País promovió un expediente para que se les cediese el beaterio con el fin de instalar en él las escuelas de hilazas.

## Palacios del Marqués de Zafra
El título de Marqués de Zafra fue concedido por Felipe V a Lucas Jerónimo Yáñez de Barnuevo y San Clemente, perteneciente al linaje de Barnuevo, uno de Los Doce Linajes de esta ciudad, por el que fue diputado a principios del siglo XVIII. Además de sus palacios en la Calle Caballeros, también poseía otro en el lugar de Portillo de Soria donde se conservan algunos restos. El título paso posteriormente al linaje de los San Clemente, cuya casa solar se encuentra en la calle Aduana Vieja de la misma ciudad.
En la pequeña descripción de la Calle Caballeros realizada por Blas Taracena y José Tudela de la Orden en el libro Guía artística de Soria y su provincia, se cita el lugar donde se encontraban los Palacios del Marqués de Zafra: "En los solares que hoy ocupa, frente a San Juan de Rabanera, la Diputación Provincial, se alzaban contiguos dos palacios del marqués del Vadillo. Posteriormente el Beaterio de San Luis para damas nobles; y luego, casi sin interrupción, casas y casonas donde vivían los marqueses de Zafra." Se trata de dos casas palacio del siglo XV de las que únicamente se conserva la planta baja. La más cercana a San Juan de Rabanera solo conserva la puerta, abierta en arco de medio punto con gran dovelaje, flanqueada por dos semicolumnas de orden jónico. En las enjutas aparecen dos escudos nobiliarios. La otra casa conserva todo el frente bajo. La portada sigue la tipología de los palacios de la época con el típico arrabaz que cobija la puerta abierta en arco de medio punto. La fachada presenta ventanas recercadas.

## Casa de los Torres y de Río
Situada haciendo esquina con la Calle San Juan, junto a la iglesia de San Juan de Rabanera, esta casa del siglo XVII perteneció a la familia de los Torres según se puede deducir del gran escudo situado sobre la puerta principal en el que aparecen las armas del matrimonio formado por Juan de Torres y la Cerda y Aldara de Río y Bolea. En el escudo, partido y dividido en numerosos cuarteles aparecen a la izquierda las cinco torres en aspa pertenecientes a los Torres junto a las armas de la Cerda (castillos, leones y flores de lis) mientras que en el lado izquierdo aparecen las armas del linaje de los Río (ondas, lises, hojas de sauce...) que aparecen también en el escudo del Palacio de los Condes de Gómara. A esta familia, se le concedió en 1700 el condado de Lérida y eran poseedores de otros palacios en la ciudad, como el Palacio de los Condes de Lérida frente a Santo Domingo o el de los Torres situado junto al mencionado Palacio de los Condes de Gómara.

## Palacio nobiliar
El edificio, del siglo XVIII, tiene planta rectangular y consta de dos plantas. Las fachadas son de mampostería reforzadas con sillares y presentan balcones bordeados con molduras de baquetones. Están adornados con bellas rejerías. En la fachada principal aparecen dos escudos centrados con decoración barroca; el de la izquierda está picado y el de la derecha, muy erosionado, se identifica con en el de los San Clemente. La puerta, de gran tamaño, es la parte más importante del edificio. Está flanqueada por dos pilastras con ornamentación barroca, rematada por el balcón principal. Ha sido restaurado recientemente, recuperando su antiguo esplendor.